# Thiabendazole
« E233 » redirige ici. Pour les autres significations, voir E233 (homonymie).
Le thiabendazole ou 2-(4-thiazolyl)benzimidazole  est une substance fongicide utilisée pour prévenir l'apparition de maladies à moisissure comme la rouille chez certaines espèces végétales. Il a aussi des propriétés parasiticides et permet de traiter des maladies comme l'ascaridiose, l'anguillulose, etc. (spectre d'activité un peu comparable à celui de l'ivermectine).
Il est donc utilisé en agriculture et en pharmacie (parmi d'autres antihelminthiques benzimidazolés) mais aussi comme additif alimentaire (E233). D'une façon générale, il est autorisé internationalement pour le traitement de surface des fruits ou des légumes, comme les bananes pour leur assurer une certaine fraîcheur, ou les agrumes (citrons, oranges, etc.) mélangé aux cires appliquées à leur surface.
À certaines concentrations, le thiabendazole est un produit toxique, et même écotoxique, Il doit donc être manipulé avec grande précaution. Son utilisation est soumise à l'observation de limites maximales de résidus (LMR) sur les produits cultivés (0,05 ppm pour l'endive belge par exemple, depuis 2008 au Canada)
En Russie, l'utilisation du thiabendazole en tant qu'additif n'est pas permise.

## Usages médicaux
Le thiabendazole est utilisé en médecine vétérinaire pour traiter certaines infections des oreilles chez le chien et le chat.
La substance semble avoir une toxicité modérée à des doses assez élevées avec des effets tels que troubles intestinaux et rénaux, troubles de la reproduction et une diminution de poids au sevrage (mesurés à forte exposition chez les animaux de laboratoire, parfois juste en dessous niveau DL50).
Bien qu'encore non utilisé sur l'homme, certaines études montrent que le thiabendazole pourrait être utilisé dans certaines thérapies du traitement du cancer. Des essais sur la souris ont démontré que l'utilisation de thiabendazole pourrait, dans le cas de fibrosarcomes, diviser par deux la croissance des vaisseaux sanguins. Ainsi la substance pourrait entraîner la destruction de vaisseaux sanguins ou l'inhibition de la vascularisation et ainsi affamer le cancer.

## Effets sur l'homme
Comme médicament il peut causer des nausées, des vomissements, une perte d'appétit, des diarrhées, des étourdissements et/ou des épisodes de somnolence, des maux de tête et assez rarement des bourdonnements d'oreilles, des modifications des perceptions visuelles, des maux d'estomac, un "jaunissement" des yeux et de la peau ictère, une coloration foncée des urines, de la fièvre, une fatigue importance avec soif et modification de la diurèse.
Il n’est pas à ce jour considéré comme mutagène, ni cancérigène.

## Noms commerciaux
Mintezol, Tresaderm, Arbotect...

## Normes
LMR : À titre d'exemple : 0,05 ppm pour la Chicorée witloof (endive) au Canada